# پیرو هینکاپیه
پیرو هینکاپیه (انگلیسی: Piero Hincapié؛ زادهٔ ۹ ژانویهٔ ۲۰۰۲) بازیکن فوتبال اهل اکوادور است.
وی همچنین در تیم‌های ملی زیر ۱۷ سال اکوادور و اکوادور بازی کرده‌است.

## تیم ملی
هینکاپی در سال ۲۰۱۷ برای تیم زیر ۱۵ سال اکوادور ظاهر شد. در سال ۲۰۱۹، هینکاپی به عنوان کاپیتان کشورش در سطح زیر ۱۷ سال حضور داشت. او هفت بار در مسابقات قهرمانی زیر ۱۷ سال آمریکای جنوبی در پرو بازی کرد، سپس چهار بار در جام جهانی زیر ۱۷ سال فیفا در برزیل شرکت کرد.
او اولین بازی خود را برای تیم ملی فوتبال اکوادور در ۱۳ ژوئن ۲۰۲۱ در بازی کوپا آمه ریکا ۲۰۲۱ مقابل تیم ملی فوتبال کلمبیا انجام داد. او در جریان شکست ۱ بر صفر اکوادور مقابل کلمبیا، ۹۰ دقیقه در میدان حاضر بود.

## افتخارات
- استقلال دل واله
  - کوپا لیبرتادورس زیر ۲۰ سال: ۲۰۲۰